# Autodromi italiani

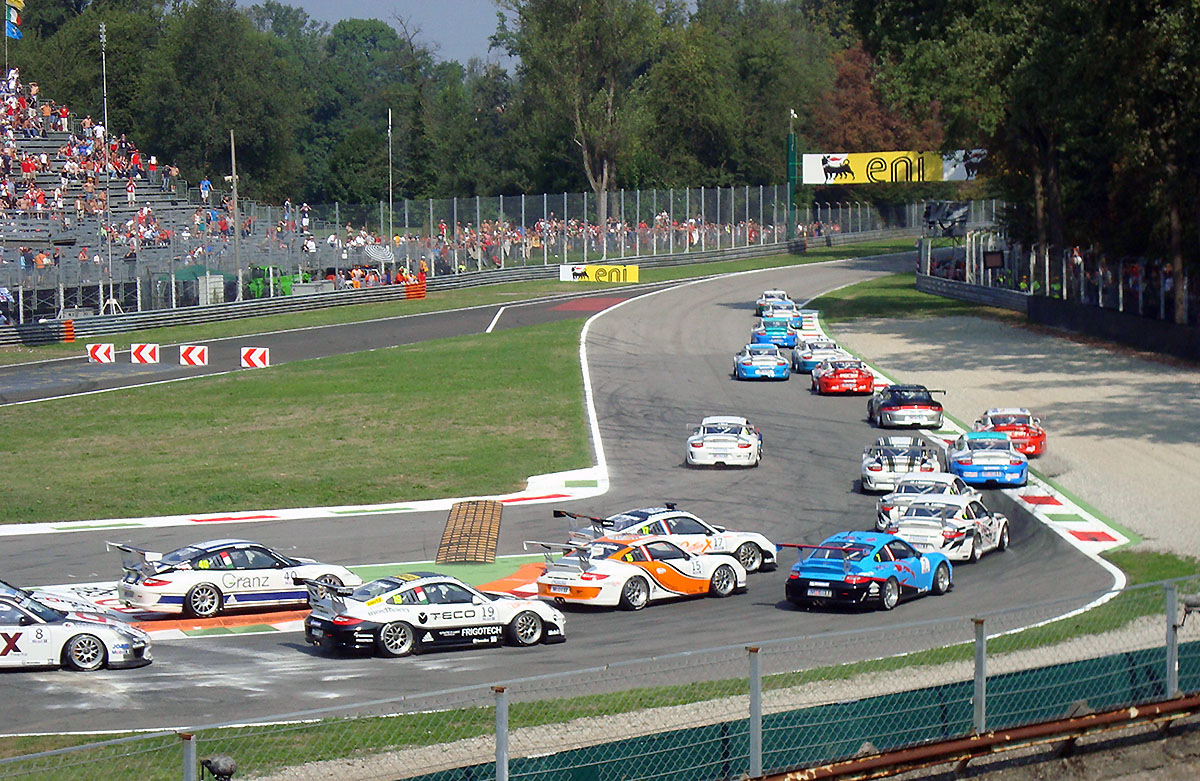
La prima chicane dell'autodromo nazionale di Monza

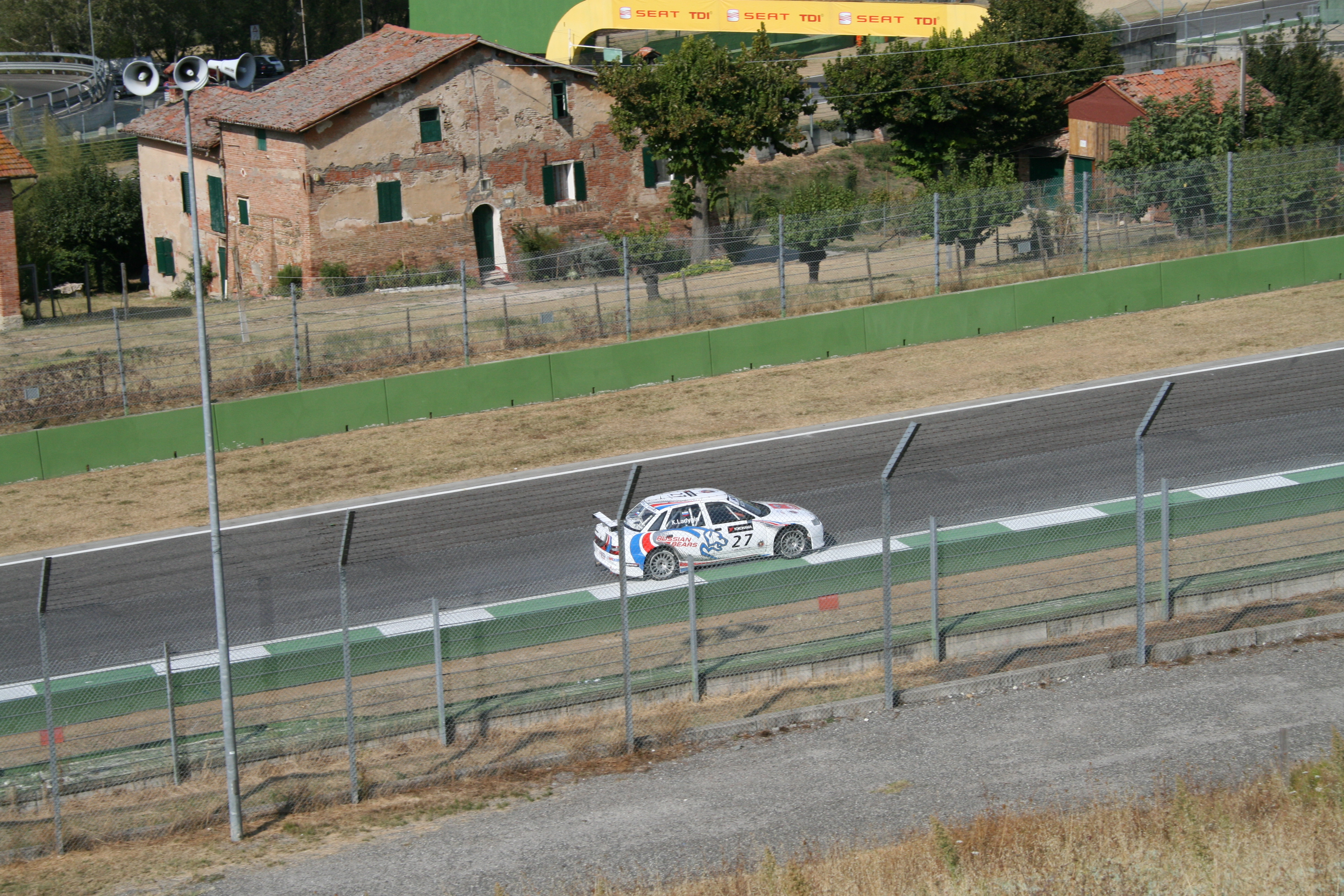
Scorcio dell'autodromo Enzo e Dino Ferrari di Imola

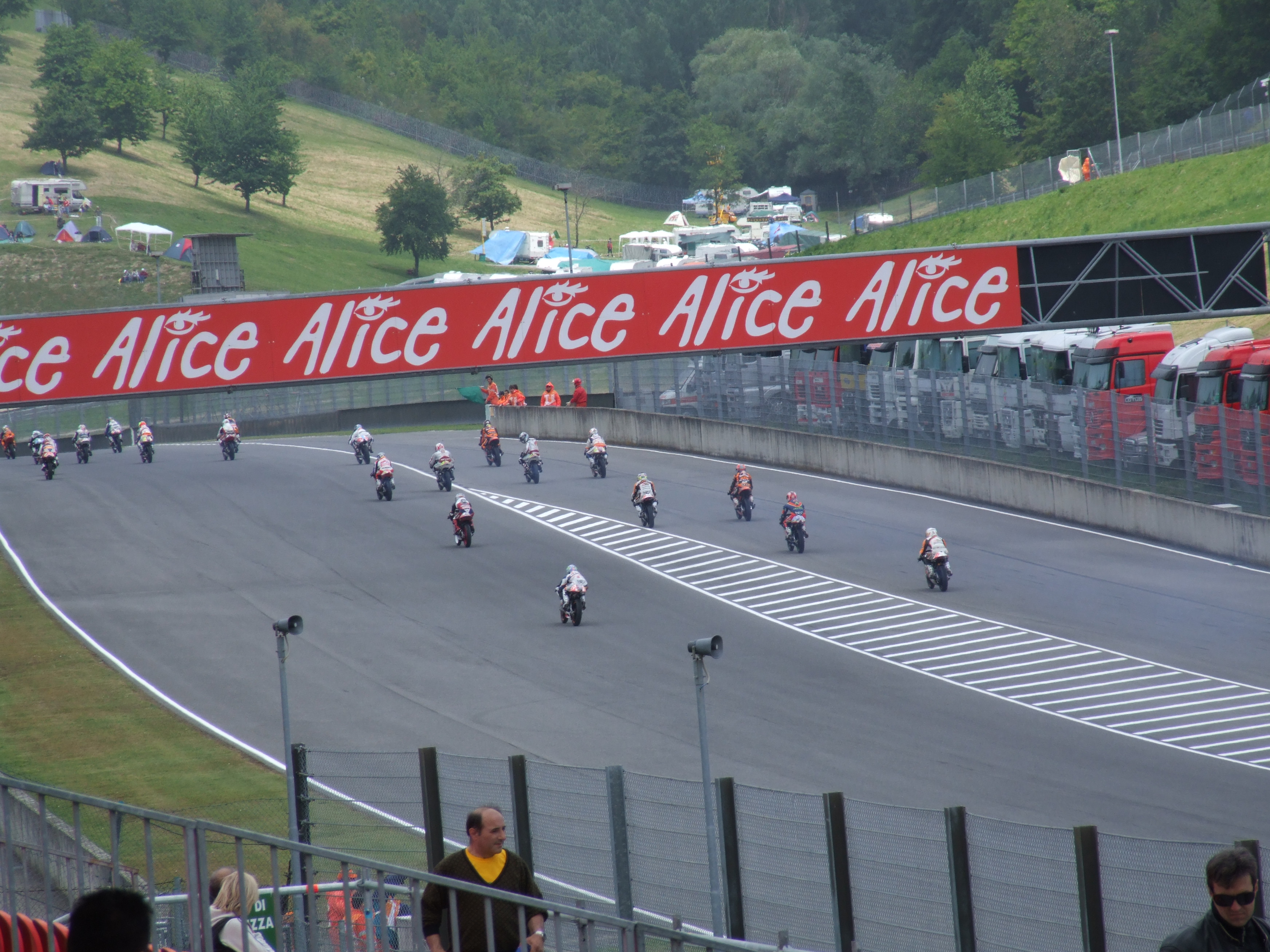
Il rettilineo principale dell'autodromo internazionale del Mugello di Scarperia e San Piero

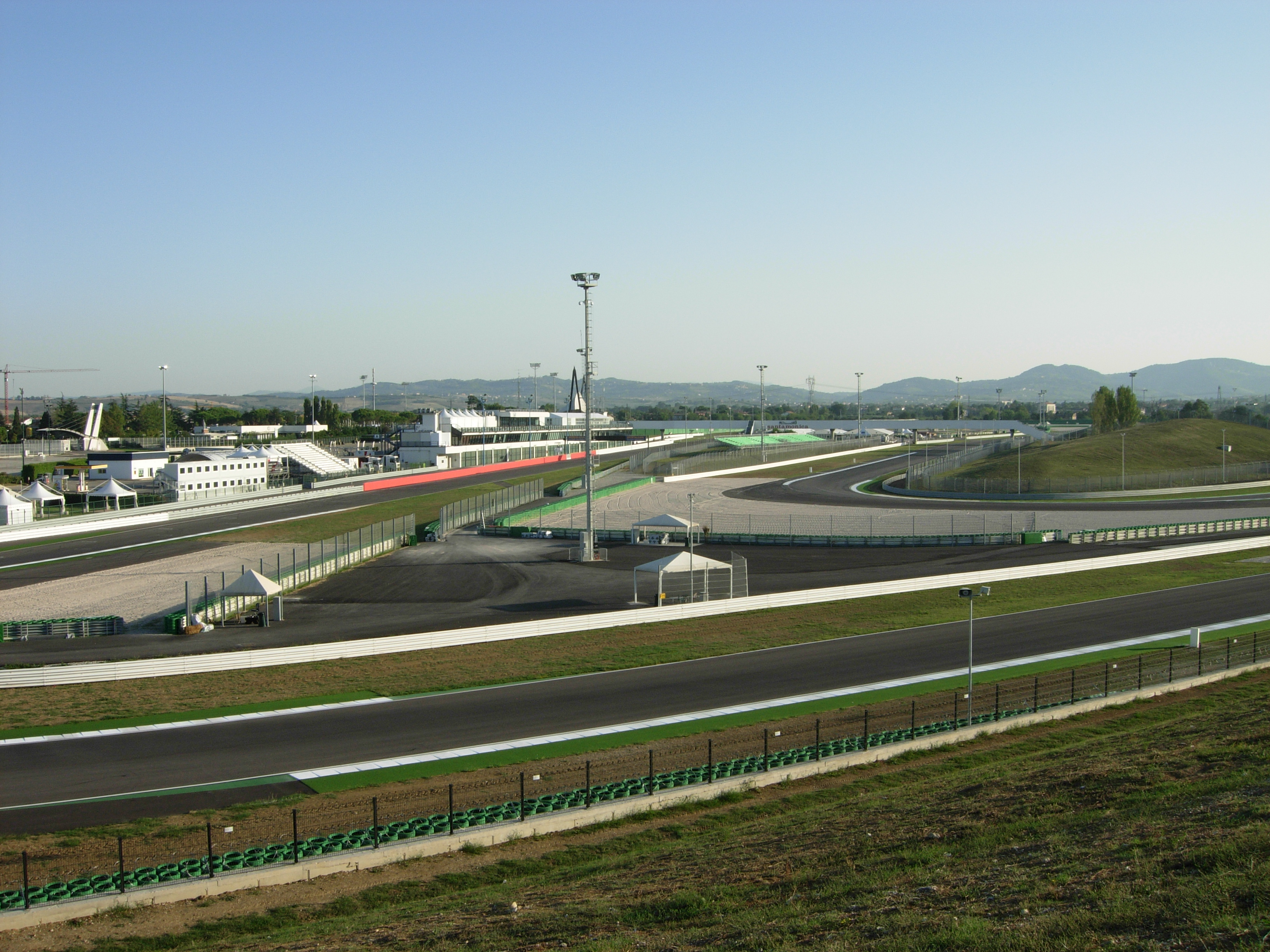
Panoramica del Misano World Circuit Marco Simoncelli di Misano Adriatico

In Italia esistono diversi autodromi. Alcuni di questi durante l'anno ospitano molte gare sia nazionali che internazionali di automobilismo e motociclismo, altri sono strutture private destinate alle prove e allo sviluppo di veicoli destinati sia alla produzione di serie sia all'ambito sportivo.
La maggior parte degli autodromi ha subito innumerevoli modifiche durante il corso degli anni, principalmente per adattare i tracciati alle nuove esigenze di sicurezza. Infatti con il progredire della tecnica automobilistica, sono aumentate anche le velocità medie di percorrenza. Questo risultato è stato conseguito con vari accorgimenti. Introducendo nuove curve, per spezzare i rettilinei più veloci in modo da ridurre la velocità media. Sono stati ridotti i raggi di curvatura di alcune curve, in modo da consentire una percorrenza a velocità più contenuta. Sono state ridimensionate le vie di fuga, aumentano gli spazi all'esterno delle curve ed utilizzando nuovi materiali per il fondo, le vie di fuga consentono di decelerare in sicurezza il veicolo qualora il conducente ne perda il controllo.
In campo internazionale, per quanto riguarda l'automobilismo i circuiti italiani più importanti sono l'Autodromo nazionale di Monza (uno dei più antichi tracciati del mondo) e l'Autodromo Enzo e Dino Ferrari di Imola, mentre nel motociclismo sono l'Autodromo internazionale del Mugello ed il Misano World Circuit Marco Simoncelli. Monza è la storica sede del Gran Premio d'Italia nel Campionato mondiale di Formula 1. Anche Imola ha ospitato a più riprese gare valide per il campionato del mondo di Formula 1: il Gran Premio d'Italia 1980, il Gran Premio di San Marino dal 1981 al 2006 e il Gran Premio dell'Emilia-Romagna dal 2020. Nel Motomondiale, il Mugello ospita invece il Gran Premio motociclistico d'Italia, mentre dal 2007 Misano Adriatico è sede del Gran Premio motociclistico di San Marino e della Riviera di Rimini. Queste piste sono teatro anche di altri importanti eventi sportivi internazionali, come il Campionato mondiale Superbike e la Touring Car International

## Autodromi omologati
Di seguito la lista degli autodromi e piste in Italia in possesso di certificato di omologazione dell'Automobile Club d'Italia o della Federazione Internazionale dell'Automobile.
| Foto | Denominazione                                   | Comune                     | Regione        | Lunghezza pista | Capienza spettatori | Anno apertura | Uso              | Senso percorrenza | Omolog. ACI | Omolog. FIA |
| ---- | ----------------------------------------------- | -------------------------- | -------------- | --------------- | ------------------- | ------------- | ---------------- | ----------------- | ----------- | ----------- |
|      | Autodromo Adria International Raceway           | Adria (RO)                 | Veneto         | 3 875           | 0                   | 2002          | Per competizione | Antiorario        | Grado 2     | Grado 2     |
|      | Autodromo del Levante                           | Binetto (BA)               | Puglia         | 1 577           | 700                 | 1989          | Per competizione | Orario            | Grado 3     | Assente     |
|      | Autodromo Piero Taruffi                         | Campagnano di Roma (Roma)  | Lazio          | 4 085           | 20 000              | 1951          | Per competizione | Orario            | Grado 2     | Grado 2     |
|      | Autodromo di Franciacorta Daniel Bonara         | Castrezzato (BS)           | Lombardia      | 2 519           | 0                   | 2006          | Per competizione | Orario            | Grado 3     | Grado 3     |
|      | Circuito Tazio Nuvolari                         | Cervesina (PV)             | Lombardia      | 2 804           | 0                   | 2014          | Per competizione | Orario            | Grado 3     | Assente     |
|      | Autodromo di Pergusa                            | Enna                       | Sicilia        | 4 950           | 5 400               | 1951          | Per competizione | Orario            | Grado 3     | Grado 3     |
|      | Circuito di Fiorano                             | Fiorano Modenese (MO)      | Emilia-Romagna | 2 949           | 0                   | 1972          | Per test/prove   | Orario            | Grado 1     | Grado 1     |
|      | Autodromo internazionale Enzo e Dino Ferrari    | Imola (BO)                 | Emilia-Romagna | 4 909           | 34 419              | 1953          | Per competizione | Antiorario        | Grado 1     | Grado 1     |
|      | Autodromo dell'Umbria Mario Umberto Borzacchini | Magione (PG)               | Umbria         | 2 507           | 3 000               | 1973          | Per competizione | Orario            | Grado 2     | Assente     |
|      | Misano World Circuit Marco Simoncelli           | Misano Adriatico (RN)      | Emilia-Romagna | 4 226           | 50 000              | 1972          | Per competizione | Orario            | Grado 2     | Grado 2     |
|      | Autodromo di Modena                             | Modena                     | Emilia-Romagna | 2 068           | 0                   | 2011          | Per competizione | Orario            | Grado 3     | Assente     |
|      | Autodromo nazionale di Monza                    | Monza                      | Lombardia      | 5 793           | 118 865             | 1922          | Per competizione | Orario            | Grado 1     | Grado 1     |
|      | Autodromo nazionale Franco di Suni              | Mores (SS)                 | Sardegna       | 1 650           | 3 000               | 2003          | Per competizione | Antiorario        | Grado 3     | Assente     |
|      | Nardò Technical Center                          | Nardò (LE)                 | Puglia         | 12 600          | 0                   | 1975          | Per test/prove   | Non stabilito     | Grado 2     | Assente     |
|      | Autodromo internazionale del Mugello            | Scarperia e San Piero (FI) | Toscana        | 5 245           | 13 500              | 1974          | Per competizione | Orario            | Grado 1     | Grado 1     |
|      | Autodromo Riccardo Paletti                      | Varano de' Melegari (PR)   | Emilia-Romagna | 2 350           |                     | 1972          | Per competizione | Antiorario        | Grado 3     | Grado 3     |
|      | Automotive Safety Center                        | Vidigulfo (PV)             | Lombardia      | 4 528           | 0                   | 1995          | Per test/prove   | Non stabilito     | Grado 2     | Assente     |

## Altri autodromi
- Autodromo di Roma, anche noto come "Autodromo del Littorio Luigi Sartorio", Roma (1931) (non più in uso).
- Autodromo Pista d'oro, Guidonia Montecelio (1963).
- Aerautodromo di Modena, Modena (1950).
- Circuito di Torretta, noto anche come  "Autodromo Piana dell'Occhio", Torretta (2007).
- Circuito di Siracusa.
- Circuito di Cellole, Cellole.
- Circuito di Lombardore, Lombardore.
- Autodromo del Sele, Battipaglia.
- Autodromo Valle dei Templi, Racalmuto.
- Cremona Circuit, San Martino del Lago.
- Autodromo di Morano sul Po, noto anche come "Autodromo di Casale". Inaugurato nel 1973, fu chiuso per intervento giudiziario nel 1977.

## Piste di prova
Tutte le case automobilistiche dispongono di piste di prova private, ove testare i prototipi; molte di esse sono di pertinenza e localizzate nelle immediate vicinanze degli stabilimenti di produzione. Alcune sono abbandonate in seguito alla dismissione degli stabilimenti stessi.
Di seguito viene riportato un elenco delle piste di prova delle più note marche automobilistiche e di aziende private di componentistica per l'automobile.
- Piedimonte San Germano (FR): pista di prova dello stabilimento Stellantis di Cassino.
- Centro Sperimentale Balocco, Balocco (VC): pista di prova privata di Stellantis.
- Arese (MI): pista di prova privata dell'ex stabilimento Alfa Romeo di Arese, dismessa e poi riaperta nel 2015, ma in posizione diversa rispetto all'originale.
- La Mandria (TO): pista di prova del Gruppo Fiat, dismessa nel 2006.
- Melfi (PZ): pista di prova dello Stabilimento Stellantis di Melfi.
- Rivalta di Torino (TO): pista di prova dell'ex stabilimento FIAT, dismessa.
- Pomigliano d'Arco (NA): pista di prova stabilimento Stellantis di Pomigliano d'Arco.
- Circuito della Fortezza, Scarperia e San Piero (FI): pista privata.
- Siracusa: in riconversione, agibile per prove.
- Lingotto (Torino): pista di prova sul tetto dello storico stabilimento del quartiere Lingotto della FIAT, non più utilizzata.
- Mirafiori (Torino): pista di prova degli omonimi stabilimenti Stellantis.
- Vizzola Ticino (VA): pista di prova privata della Pirelli.
- Orbassano (TO): pista di prova del Centro Sicurezza e Gallerie Climatiche di Stellantis.
- Torino: pista di prova dello stabilimento Iveco.
- Volpiano (TO): pista di prova dell'ex stabilimento della Osella Corse, attivo negli anni 80 del XX secolo, dismesso dopo il trasferimento dell'azienda ad Atella.
- Pista per prove ad alta velocità a fianco della Autostrada Torino-Savona: situata tra lo svincolo di Carmagnola e l'area di servizio di Rio Colorè, dismessa nel 1991 nel quadro dei lavori del raddoppio della carreggiata dell'arteria autostradale.
- Autodromo di Anagni (FR): sede dell'Istituto Sperimentale Auto e Motori.